# إلسينوة البطاطا الحلوة
إلسينوة البطاطا الحلوة (الاسم العلمي:Elsinoe batatas) هي نوع من الفطريات تتبع جنس الإلسينوة من الفصيلة الإلسينوية.